# Contigliano
Contigliano è un comune italiano di 3 646 abitanti della provincia di Rieti nel Lazio, situato 7 km ad ovest del capoluogo.

## Geografia fisica

### Territorio
Il paese di Contigliano si trova su un colle ai piedi dei monti Sabini, sul bordo sud-occidentale della valle reatina. Dall'altura il paese domina la parte terminale della Valle Cupa, che si apre tra i monti in direzione di Cottanello ed è attraversata dalla strada provinciale di Fontecerro.

### Clima
Classificazione climatica: zona E, 2253 GR/G

## Storia
Nel territorio comunale, in località Montisola, sorgeva un villaggio lacustre di epoca protostorica, abitato dal bronzo antico all'età del ferro, a testimonianza di una lunga frequentazione del sito. Questo insediamento protostorico è stato identificato oggi nell'antica isola di Issa, villaggio protostorico degli Aborigeni, che secondo Dionigi di Alicarnasso sorgeva su un'isola all'interno dell'antico Lago Velino (poi prosciugato), a nord-ovest di Rieti e non lontano dall'antica Via Curia (corrispondente grossomodo all'odierna Via Ternana). Il colle di Montisola, 434 m s.l.m., è posizionato ad una quota maggiore rispetto al livello del lago protostorico, da cui emergeva come un'isola. Già di per sé il termine Issa deriva dal greco antico "nisos" che vuol dire "isola". Si tratta quindi probabilmente di un toponimo preellenico introdotto dai Pelasgi (popolo di origine egea), quando costoro in epoca protostorica vennero accolti benevolmente dagli Aborigeni, in quello che diventerà poi territorio reatino. Nei pressi di Contigliano è stato rinvenuto anche un celebre ripostiglio risalente al bronzo finale (XII-XI sec. a.C.) e contenente anche reperti di produzione egea, a conferma della presenza di etnie pelasgiche in territorio reatino in questo periodo, come d'altronde riportato da Dionigi di Alicarnasso.
L'antico nome di Contigliano deriva dalla villa di Marco Fabio Quintiliano, famoso oratore e retore del I sec. d.C., amico e consigliere di T. Flavio Vespasiano, originario della Sabina. Quando l'oratore si ritirò dal pubblico insegnamento visse nel proprio ager Quintilianus che si popolò di case, costituendo un primo nucleo di abitazioni.
Il territorio contiglianese viene citato per la prima volta nell'850 in un documento farfense col nome di Fundus o Locus Quintilianus. Nel 1157 viene riportato il Castrum Quintilianum (o Quintiliani), attestando un centro fortificato e difeso da mura. Il castrum dipendeva da Rieti che esercitava il controllo per la sua posizione strategica.
Il 7 agosto 1501 il castello subì l'attacco del cavaliere Vitellozzo Vitelli, che capitanava una schiera di soldati d'avventura, mentre si recava verso L'Aquila, al servizio di Papa Alessandro VI. Il condottiero attaccò Contigliano poiché la città gli aveva negato le vettovaglie per il suo esercito e perché una donna lo aveva colpito con una grossa pietra ferendolo leggermente. Il castello venne assaltato e cedette in breve tempo: i mercenari del Vitelli irruppero e fecero strage di cittadini. Il paese venne saccheggiato e le case furono date alle fiamme. Nel 1561 il paese registrò una netta ripresa, tanto da ampliare la sua prima cinta di mura, oltre la quale nel frattempo erano sorte numerose abitazioni.
Nel 1936, non lontano dalla stazione del paese, avvenne l'incidente ferroviario di Contigliano che provocò diverse vittime e segnò irreparabilmente il destino di L'Aquila Calcio.

### Simboli
Lo stemma e il gonfalone sono stati concessi con decreto del presidente della Repubblica n. 6209 del 27 Luglio 1987.
Il gonfalone è un drappo di bianco.

## Monumenti e luoghi d'interesse
Il paese conserva ancora l'antico nucleo, circondato in parte da mura medioevali e in parte da case serrate tra loro come a volerlo difendere. I numerosi palazzi cinquecenteschi e seicenteschi gli conferiscono un aspetto statuario ed austero.
La parte alta di Contigliano è ricca di viuzze e di gradinate, che con un alternarsi di archi e di scalette giungono nella parte più alta caratterizzata dall'imponente struttura della Collegiata.

### Mura difensive
Il paese è cinto in buona parte da mura difensive di epoca medievale. Nella cinta muraria si aprono due porte: Porta dei Santi a sud-ovest (che conserva il portale ligneo originale) e Porta Codarda a nord-est.

### Collegiata di San Michele Arcangelo

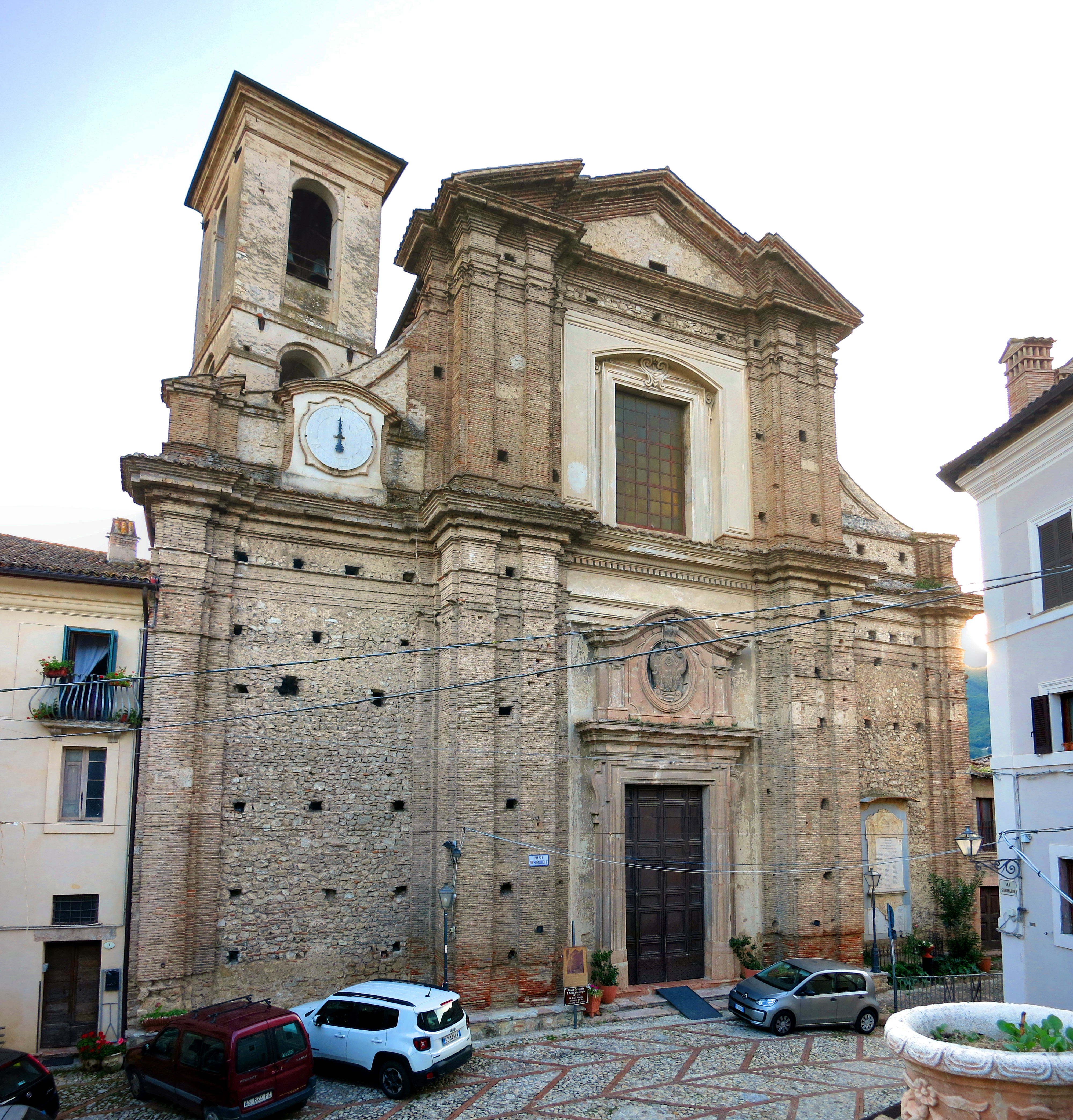
La collegiata di San Michele Arcangelo

Iniziata per volontà delle famiglie locali nel 1683, fu portata a termine nel 1747. La chiesa è caratterizzata da una navata unica sulla quale si aprono quattro cappelle laterali, numerosi sono gli affreschi e i dipinti del XVII e XVIII sec., tra i quali l'Arcangelo Gabriele del reatino Filippo Zucchetti (1710), San Vincenzo Ferrerio che intercede per liberare il paese infestato dai lupi del napoletano Onofrio Avellino (1724), la Caduta di Simon Mago del romano Francesco Ricci (1764). All'interno si può osservare il coro e l'organo ligneo del XVIII sec. intagliato da Venanzio di Nanzio di Pescocostanzo.

### Chiesa di Sant'Antonio
Situata appena fuori da Porta de' Santi, la chiesa è dedicata a Sant'Antonio di Padova e fu edificata nel 1734. L'esterno è in stile neoclassico, mentre l'interno è barocco, decorato con marmi bianchi e stucchi. L'altare maggiore ospita la tela Sant'Antonio in preghiera di fronte a Gesù Bambino di Girolamo Troppa.

### Ruderi della chiesa di San Giovanni
Situata nella zona nord del centro storico, l'ex chiesa di San Giovanni è scoperchiata e ne resta la facciata e qualche avanzo di affresco molto rovinato. È un luogo suggestivo dal quale si ammira il paesaggio della conca reatina, a ridosso della quale il paese si è sviluppato nel corso della storia.

### Ruderi della chiesa di San Lorenzo
Fuori dal paese, in aperta campagna, sorgono i ruderi della chiesa di San Lorenzo, che costituisce il luogo più antico del territorio comunale.

### Villa Varano[10]Vincenti Mareri (c.d. Castello di Terria)
Situato nella frazione di Terria, a 387 m s.l.m., l'edificio fu forse in origine un'antica residenza rurale risalente al XV secolo, trasformata in villa nel XVII secolo dalla famiglia Vincentini. Nell'Ottocento, su commissione del proprietario, il conte Giacinto Vincenti Mareri, la villa fu parzialmente trasformata dall'architetto Giuseppe Valadier, che tra l'altro realizzò la collina artificiale dove sorge per proteggerlo dalle piene del Velino. dando all'edificio un aspetto che può ricordare un castello, per cui è stato rinominato impropriamente "castello di Terria". Nel Novecento la proprietà, già frazionata per divisioni ereditarie, venne riunita dalla famiglia Varano, discendente in via patrilineare dal suddetto Giacinto Vincenti Mareri.

### Abbazia Cistercense di San Pastore

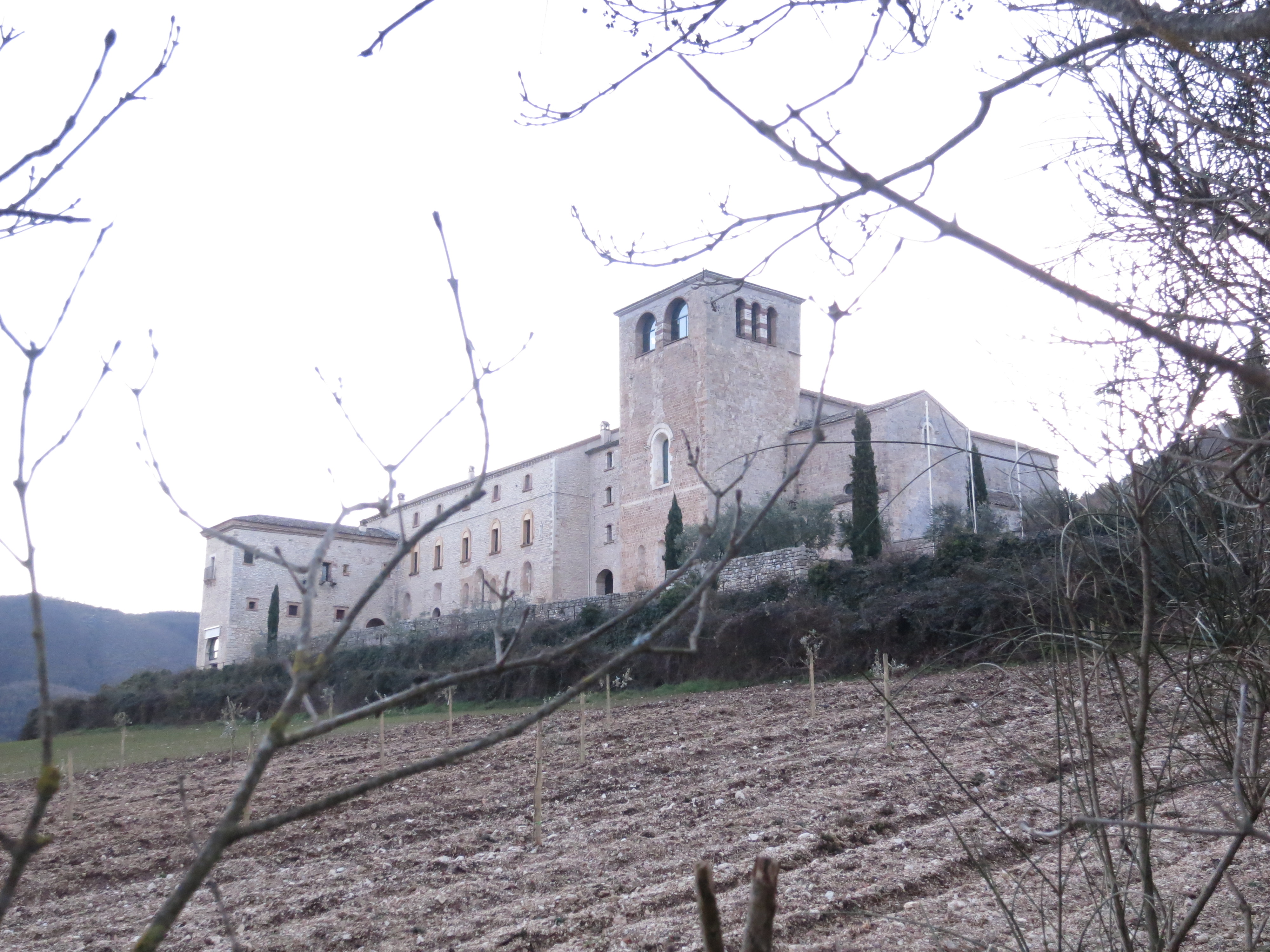
L'abbazia di San Pastore

Sulla strada provinciale per Greccio si nota l'imponente struttura dell'Abbazia di S. Pastore, fondata nel 1255. L'Abbazia ricoprì un ruolo fondamentale tra il XIII e XIV sec. ma ben presto iniziò la parabola discendente che la portò alla rovina dei suoi beni terreni e architettonici. Recuperata dopo un lungo periodo di abbandono, viene utilizzata come sede di conferenze e ricevimenti. Dalla chiesa a forma di croce latina divisa in tre navate si manifesta la semplicità e la linearità dell'arte cistercense; sul chiostro si affacciano gli ambienti più importanti per la vita monastica: la sacrestia, la aula capitolare, caratterizzata da una doppia volta a crociera costolonata e il parlatorio. Al di sopra si sviluppa l'appartamento commendatario dove ancora oggi sono visibili, in parte, gli affreschi.

### Borgo abbandonato di Reopasto (o Repasto)

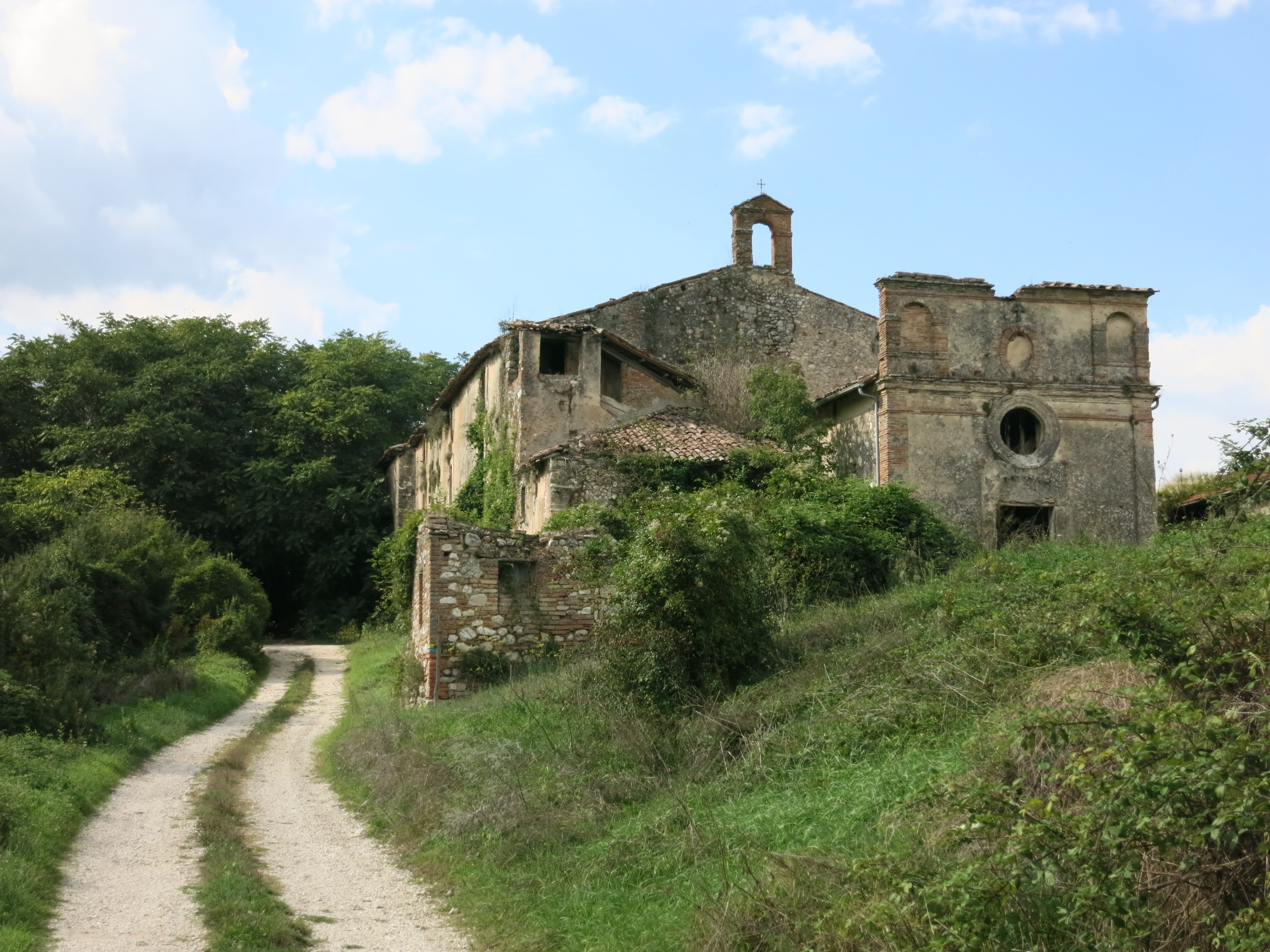
Il paese abbandonato di Reopasto

Sulla strada provinciale n. 1, che porta il suo nome, si trova il borgo di Reopasto, una frazione di Contigliano che, a causa dello spopolamento, negli anni Sessanta venne abbandonata divenendo una sorta di città fantasma. Di origini altomedievali, il borgo si andò sviluppando intorno al castello fondato dai Conti dei Marsi e da questi ceduto nel 1069 al monastero farfense; negli anni Sessanta era ancora abitato da una ventina di famiglie; gli edifici sono pericolanti e avvolti dalla vegetazione, ma è ancora visibile la chiesa settecentesca di Sant'Andrea.

### Aree naturali
Una parte del territorio comunale è compreso nella riserva parziale naturale dei Laghi Lungo e Ripasottile.

## Società

### Evoluzione demografica
Abitanti censiti

## Cultura

### Cinema
Nel territorio comunale di Contigliano sono state girate alcune scene del film Il vegetale (2018) con Fabio Rovazzi.

## Geografia antropica

### Frazioni
Il comune comprende sei frazioni:
- Cerquetello
- Collebaccaro dove si è stabilita una sede distaccata del Conservatorio di Santa Cecilia di Roma, nella villa che appartenne al baritono Mattia Battistini
- Madonna del Piano
- Montisola, così chiamata perché precedentemente alle bonifiche effettuate durante il periodo fascista era circondata dall'acqua
- San Filippo
- Terria

## Infrastrutture e trasporti

### Strade

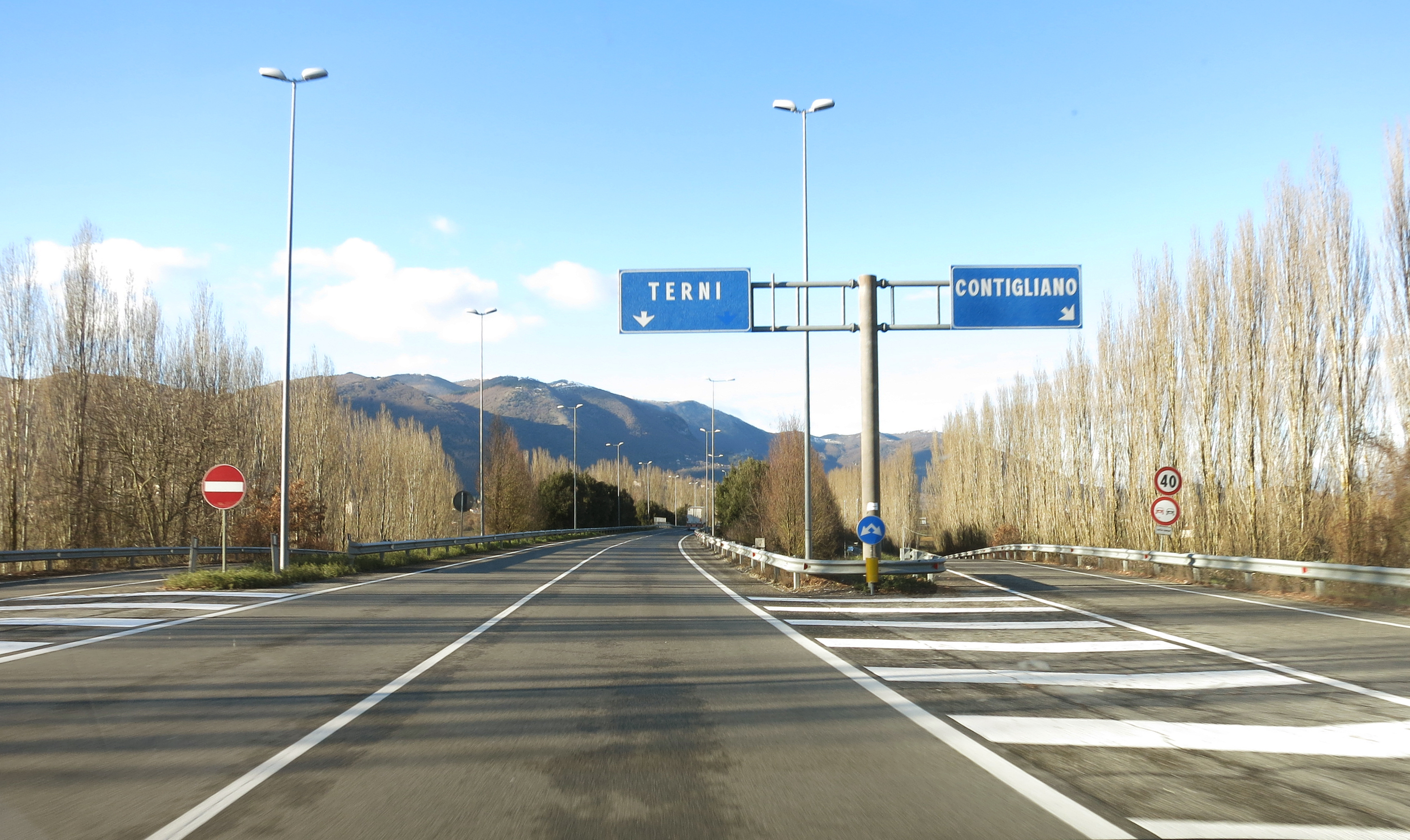
Lo svincolo di Contigliano sulla superstrada Rieti-Terni

Il comune è servito da uno svincolo sulla superstrada Rieti-Terni (SS79 Ternana). Per l'esattezza non è una superstrada, ma un'extraurbana secondaria poiché c'è solo una corsia per senso di marcia.
Contigliano è inoltre un importante snodo per la viabilità provinciale, in quanto vi si incrociano la Via di Fontecerro - SP 45 (la strada provinciale che va da Rieti a Cottanello, principale collegamento tra la Piana Reatina e la val d'Aia), e la Via Tancia - SP 46 (la strada provinciale che collega Rieti a Poggio Mirteto).
Inoltre, una breve diramazione della via di Fontecerro (la SP 45/e) collega Contigliano alla strada provinciale di Reopasto (SP1) che rappresentava il principale collegamento con Terni prima della costruzione della superstrada, e oggi permette di raggiungere le frazioni di Terria e Montisola nonché il confinante comune di Greccio.

### Ferrovie

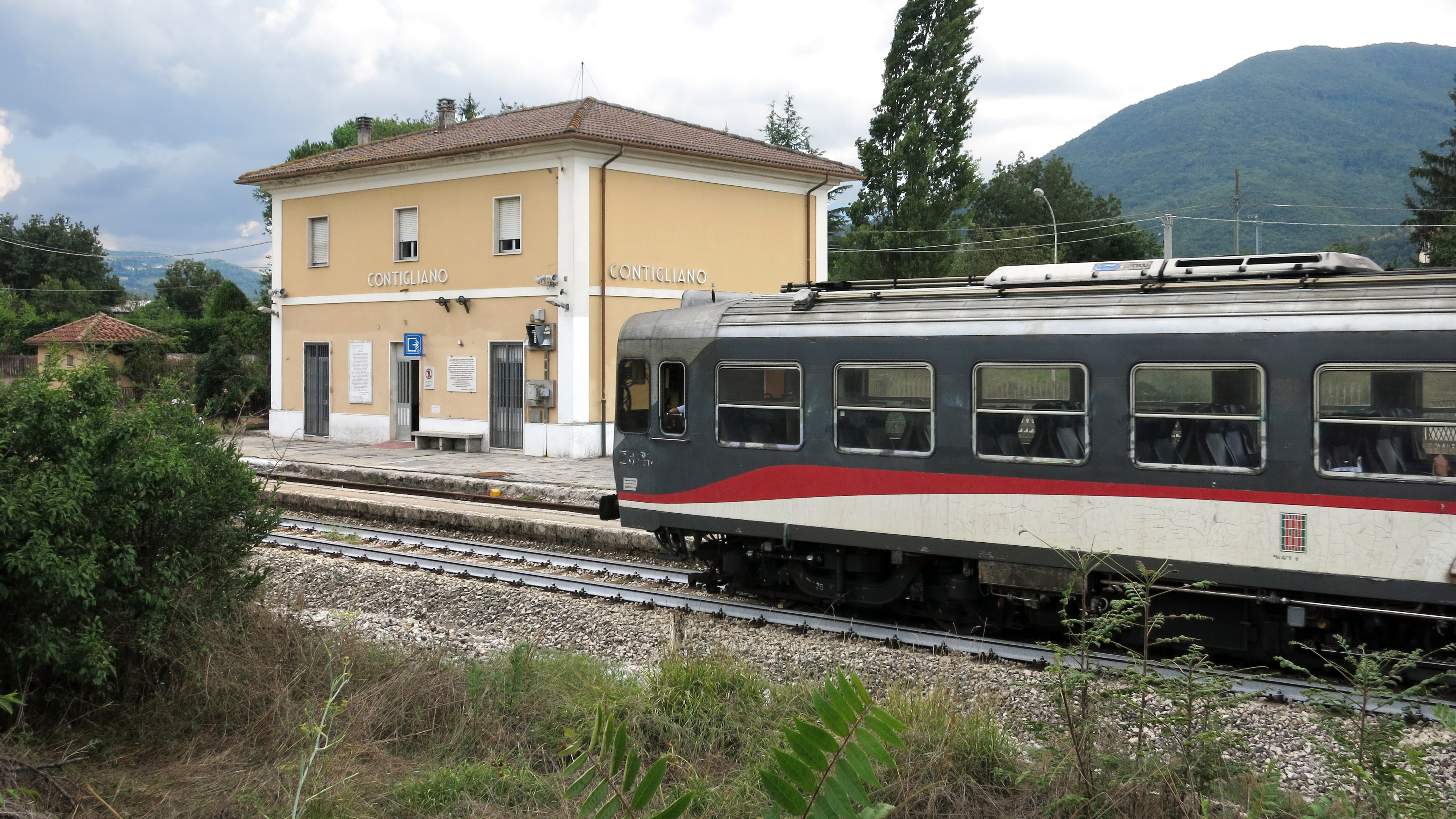
Una littorina in arrivo alla stazione di Contigliano

Il comune è attraversato dalla ferrovia Terni-Rieti-L'Aquila ed è servito dalla stazione di Contigliano, che si trova a circa 1,5 km dal paese.
Fino al 2014 era attiva anche la fermata di Terria, oggi soppressa, a servizio dell'omonima frazione.
Fino ai primi anni 2000 era possibile raggiungere Perugia direttamente da Contigliano (treno diretto da L'Aquila a Perugia S. Anna). Il treno fu poi soppresso e quindi occorre fare scalo a Terni per poter raggiungere il capoluogo umbro.

### Piste ciclabili

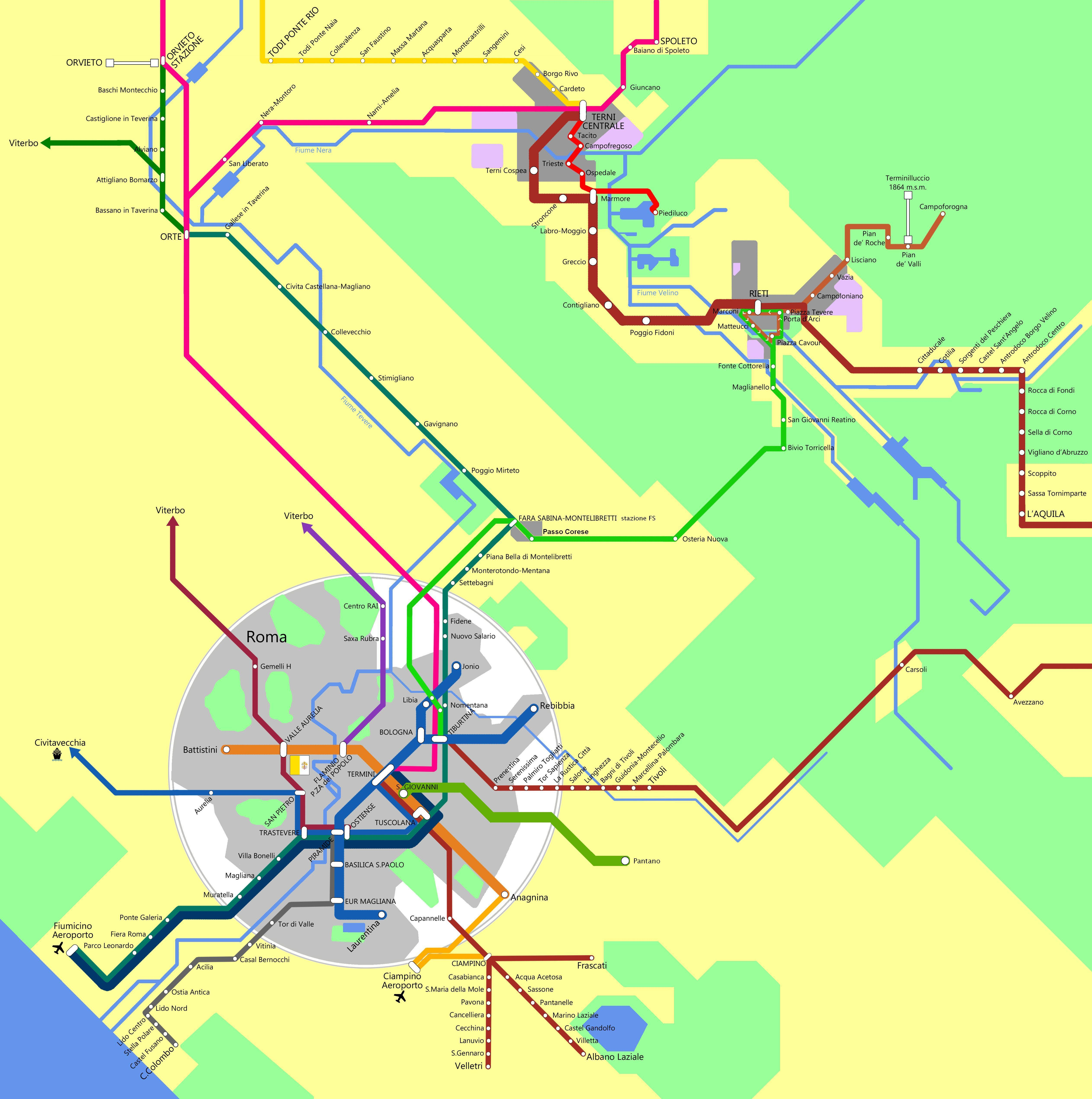
Rete dei trasporti del settore nord-est dell'area metropolitana di Roma

A circa un chilometro dal paese scorre la Ciclovia della Conca Reatina, che collega Contigliano con Rieti e con le frazioni di Terria, Chiesa Nuova, Piani Sant'Elia, Piani Poggio Fidoni.

## Amministrazione
| Periodo | Periodo   | Primo cittadino  | Partito                                  | Carica      | Note                 |
| ------- | --------- | ---------------- | ---------------------------------------- | ----------- | -------------------- |
| 1995    | 1999      | Mario Marchionni | lista civica di centro-sinistra          | sindaco     |                      |
| 1999    | 2004      | Mario Marchionni | lista civica                             | sindaco     | 2º mandato           |
| 2004    | 2009      | Nella Melchiorri | lista civica                             | sindaco     |                      |
| 2009    | 2014      | Angelo Toni      | lista civica                             | sindaco     |                      |
| 2014    | 2019      | Angelo Toni      | lista civica Toni sindaco                | sindaco     | 2º mandato           |
| 2019    | 2024      | Paolo Lancia     | lista civica Con Paolo Lancia sindaco    | sindaco     |                      |
| 2024    | 2025      | Paolo Lancia     | lista civica Impegno civico              | sindaco     | 2º mandato; decaduto |
| 2025    | 2025      | Lorella Gallone  | -                                        | comm. pref. |                      |
| 2025    | in carica | Angelo Toni      | lista civica Contigliano per Contigliano | sindaco     | 3º mandato           |

### Gemellaggi
- Talarrubias, dal 2007

### Altre informazioni amministrative
Nel 1923 passa dalla provincia di Perugia in Umbria, alla provincia di Roma nel Lazio, e nel 1927, a seguito del riordino delle circoscrizioni provinciali stabilito dal regio decreto n. 1 del 2 gennaio 1927, per volontà del governo fascista, quando venne istituita la provincia di Rieti, Contigliano passa a quella di Rieti.
Nel 1928 il comune di Contigliano viene aggregato a quello di Rieti, da cui viene nuovamente distaccato nel 1946.
Fa parte della Comunità montana Montepiano Reatino.